# ラームカムヘーン駅
ラームカムヘーン駅（ラームカムヘーンえき、タイ語:สถานีรถไฟรามคำแหง）は、タイ王国バンコク都スワンルワン区にある、エアポート・レール・リンクの鉄道駅である。

## 概要
2010年8月23日のエアポート・レール・リンクの開業にともない当駅も開業した。相対式ホーム2面2線の高架駅である。改札口が二階、プラットホームは三階にある、プラカノン通り （ソイ・プラカノン）沿いに位置する。

### 駅階層
| 3階          |                                |                        |
| 相対式ホーム |                                |                        |
| 1番線        | フアマーク、スワンナプーム方面 |                        |
| 2番線        | マッカサン、パヤータイ方面     |                        |
| 相対式ホーム |                                |                        |
| 2階          | コンコース                     | 自動券売機、自動改札口 |
| 1階          | 出入口                         | 駐車場                 |

## 駅周辺
- Nasa Vegas hotel
- ラームカムヘーン大学
- Khlong Saen Saep boat service（セーンセープ運河で運行されている乗合船サービス)NIDA LineのThe Mall Ram(Ramnueng Pier)桟橋(北側)とSapan Klongtun(Klong Tun Bridge)桟橋(南側)

## 関連事項
- ラムカムヘン通り